# António Bastos Lopes
 António José Bastos Lopes  (* 19. November 1953 in Lissabon) ist ein ehemaliger portugiesischer Fußballspieler.

## Karriere
Bastos Lopes begann seine Karriere 1972 bei Benfica Lissabon. Er beendete sie 1986 ebenfalls bei Benfica. In dieser Zeit konnte er sieben portugiesische Meistertitel, fünf portugiesische Pokalsiege und zwei portugiesische Supercupsiege erringen.
Er war Teil des Benfica-Teams, das in den 1970er und 1980er Jahren die portugiesische Liga dominierte. Unter seinen Teamkollegen und Fans war er wegen seiner Zuverlässigkeit und seines Engagements hoch angesehen.

### Internationale Karriere
Bastos Lopes spielte zehnmal für die portugiesische Nationalmannschaft. Obwohl er in den Kader für die Fußball-Europameisterschaft 1984 in Frankreich berufen wurde, kam er während des Turniers nicht zum Einsatz. Portugal erreichte das Halbfinale, was als eine der besten Leistungen des Teams in dieser Ära gilt.

## Erfolge
als Spieler
- portugiesischer Meister (7-mal): 1973, 1975, 1976, 1977, 1981, 1983, 1984
- portugiesischer Pokalsieger (5-mal): 1980, 1981, 1983, 1985, 1986
- portugiesischer Supercup (2-mal): 1980, 1985[2]

### Nach der Spielerkarriere
Nach seinem Rücktritt vom aktiven Fußball blieb Bastos Lopes dem Sport verbunden und übernahm verschiedene Rollen im Trainer- und Managementbereich bei Benfica. Darüber hinaus engagierte er sich in der Nachwuchsförderung und setzte sich für die Entwicklung junger Talente ein.

### Persönliches Leben
António Bastos Lopes lebt heute in Lissabon und ist weiterhin eng mit Benfica und der portugiesischen Fußballgemeinschaft verbunden. Er ist auch als Kommentator und Analyst im Fußball tätig.